# مقاطعة ألباني (وايومنغ)
مقاطعة ألباني (بالإنجليزية: Albany County)‏ هي إحدى مقاطعات ولاية وايومنغ في الولايات المتحدة الأمريكية. تبعا لتعداد 2010 فأن تعداد المقاطعة 36,299 الف نسمة. يقع مقر المقاطعة في مدينة لارامي.